# Burkina Faso
Burkina Faso is een land en republiek in West-Afrika. Tot 1984 heette het Opper-Volta, ook wel Boven-Volta. Het land grenst aan Benin, Ivoorkust, Ghana, Mali, Niger en Togo. De hoofdstad is Ouagadougou.

## Geschiedenis
Tot het einde van de 19e eeuw is de geschiedenis van Burkina Faso gedomineerd door de Mossi. De Mossi probeerden vanaf de 11e eeuw van Noordwest-Afrika een groot imperium te maken. Na de komst van de Fransen in 1896 werd het een Franse kolonie. Op 5 augustus 1960 is het toenmalige Opper-Volta (of Boven-Volta, van het Franse "Haute-Volta") onafhankelijk geworden van Frankrijk.
Op 4 augustus 1984, precies een jaar nadat de marxist-leninist Thomas Sankara door middel van een staatsgreep aan de macht was gekomen, werd de naam van het land veranderd van "Haute Volta" (Opper-Volta) in "Burkina Faso". Tussen 4 en 15 augustus 1984 was de correcte schrijfwijze overigens 'Bourkina-Fasso'. "Burkina Faso" betekent "het land van de integere mensen" (Le pays des hommes intègres) waarbij zijzelf hommes vertalen als mannen. De inwoners worden, ook in het Engels en Frans, Burkinabé (oprechte mensen) genoemd, in het Nederlands Burkinezen.
De geschiedenis van het land is relatief vreedzaam te noemen in vergelijking met de meeste buurlanden. Afgezien van de staatsgreep in 1987 waarbij president Sankara en zijn lijfwachten om het leven zijn gebracht, zijn de overige staatsgrepen zonder bloedvergieten verlopen. In 1985 was het land in de korte Agacherstrook-oorlog verwikkeld met Mali.
Burkina Faso is ondanks de armoede redelijk zelfvoorzienend en hongersnood is niet meer op grote schaal voorgekomen sinds de catastrofale droogtes van de jaren zeventig en tachtig. Tijdens de burgeroorlog in Ivoorkust dreigde wel hongersnood in het zuiden van Burkina Faso door de toestroom van Ivoriaanse vluchtelingen maar door internationale hulp is deze bezworen.
Het noorden van Ivoorkust behoorde vroeger ook tot Burkina Faso. Dit zorgt nog weleens voor politieke fricties tussen de twee landen. Tijdens de Ivoriaanse burgeroorlog in 2011 werd Burkina Faso door de Ivoriaanse regering ervan beticht de noordelijke rebellen te steunen, hoewel hiervoor nooit formeel bewijs is geleverd.

## Geografie

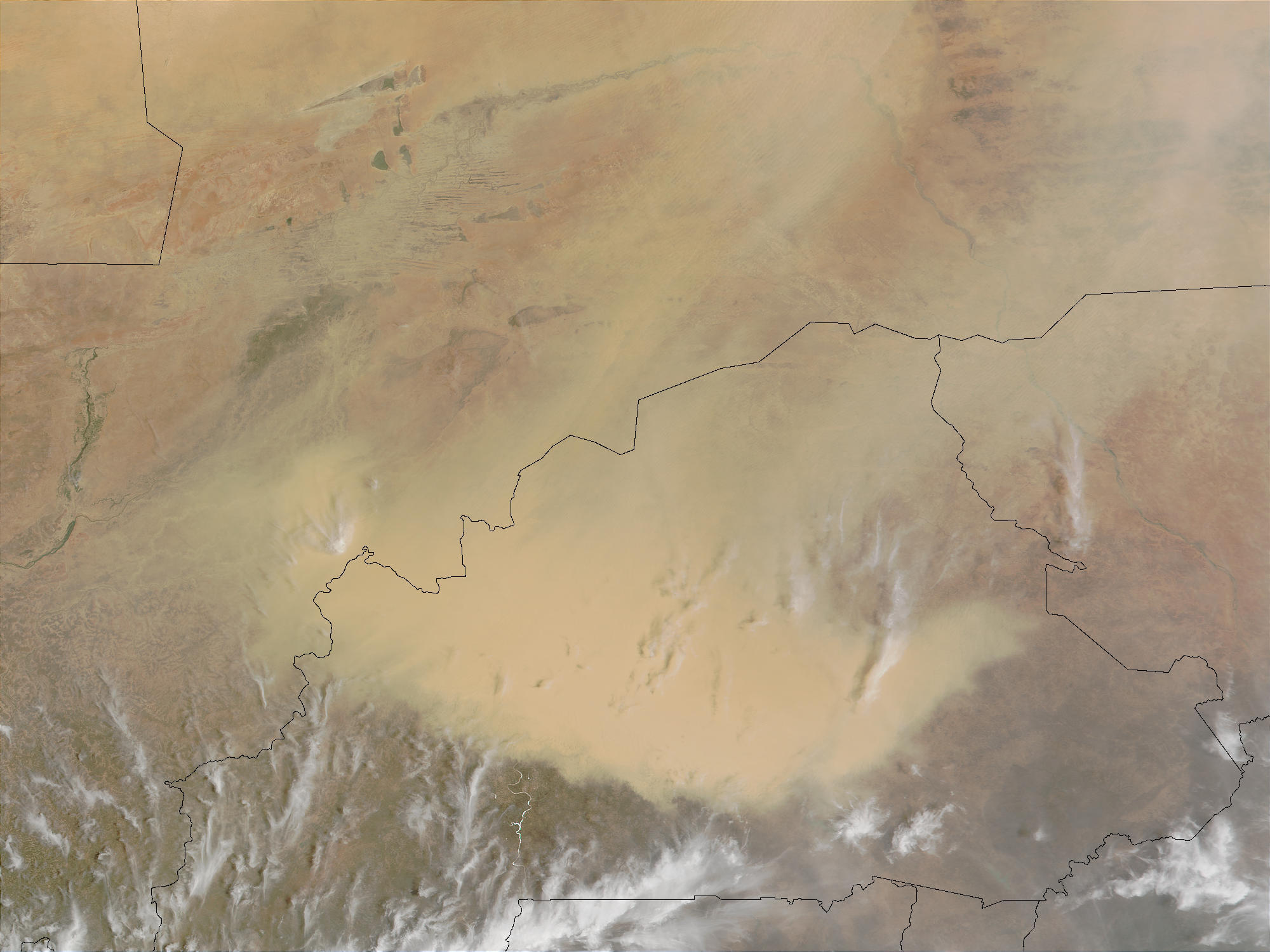
Satellietfoto zandstorm in Burkina Faso

Burkina Faso is volledig door land omsloten en heeft derhalve geen zeehavens. Het behoort tot de Sahellanden. Burkina Faso heeft een regio met de naam Sahel. De hoogste berg is Tena Kourou (749 meter).
Er is veel natuurschoon te bewonderen, vooral in het zuiden, zoals de watervallen van Banfora, de pieken van Sindou, en het meer van Tengrela.

### Steden
De grootste steden, na de hoofdstad Ouagadougou met 1.626.950 inwoners, zijn Bobo-Dioulasso met 537.728 inwoners, Banfora met 93.750 inwoners, Koudougou met bijna 91.981 inwoners en Ouahigouya met 86 569 inwoners.

## Bestuurlijke indeling
Burkina Faso is ingedeeld in 13 regio's die bestaan uit 45 provincies als uitvoeringsorganen. Die 45 provincies zijn ingedeeld in 301 departementen.

## Bevolking

### Etnische groepen
De inheemse bevolking bestaat uit ongeveer 160 etnische groepen. De grootste bevolkingsgroep (ca. 50%) vormen de Mossi, die in het centrale deel van het land wonen. Daarna volgen de nomadische Fulani (10%), die langs de noordelijke grens wonen, de Lobi (7%) in het zuidwesten, de Mandé (7%) in het noordwesten, de Bobo (7%) in het zuidwesten en de Gourma (5%).
Meer dan de helft van de bevolking woont in het centrale deel van het land, het gebied tussen de rivieren Volta Noire (Zwarte Volta) en Volta Blanche (Witte Volta) en in enkele direct ten noordoosten daarvan gelegen streken. Vooral het oosten is dun bevolkt. Burkina Faso heeft in de 20e eeuw een grote bevolkingstoename gekend: daar waar de bevolking in 1964 nog 4,7 miljoen bedroeg, is dit cijfer gestegen tot 18,4 miljoen in 2014. In de periode 1980–1992 bedroeg de jaarlijkse bevolkingstoename 2,6%. In 1990 was 44% van de bevolking niet ouder dan 15 jaar. De gemiddelde leeftijdsverwachting bij geboorte bedroeg in 1991 46 jaar voor mannen en 49 jaar voor vrouwen.

### Taal
Het Frans is de officiële taal in Burkina Faso. Er zijn veel inheemse talen: men onderscheidt twaalf hoofdgroepen, met samen ongeveer 90 talen en dialecten. Het Arabisch en het Engels worden ook als handelstalen gebruikt.

### Religie
Een groot deel van de bevolking belijdt traditionele natuurreligies. Ongeveer 25% à 61% van de bevolking is islamitisch (voornamelijk soennitisch). Zij wonen voornamelijk in het noorden en het westen van het land. Ongeveer 19% van de bevolking is christelijk, merendeels katholiek. Er zijn 13 katholieke bisdommen, onderverdeeld in drie kerkprovincies (zie Katholieke Kerk in Burkina Faso). De vervolging van christenen is de laatste tijd flink toegenomen. Sinds 2020 staat Burkina Faso op de ranglijst van christenvervolging van Open Doors. Het is hier op plek 28 binnengekomen.

## Politiek
Het Burkinees Parlement l'Assemblée nationale is samengesteld uit 127 verkozenen. Het parlement is georganiseerd volgens het eenkamerstelsel en de zittingstermijn van een legislatuur is 5 jaar. De huidige parlementsvoorzitter is Alassane Bala Sakandé.
Het staatshoofd is een rechtstreeks verkozen president. Van december 2015 tot januari 2022, toen hij werd afgezet door militairen, was Roch Marc Christian Kaboré de president. Hij was eerder tussen 1994 en 1996 premier onder het bewind van president Blaise Compaoré, die in 1987 aan de macht kwam na een staatsgreep op toenmalig president Thomas Sankara. Compaoré werd in 2010 voor een vierde keer tot president gekozen, maar trad in 2014 af na hevige protesten.
Aan het hoofd van de regering staat een eerste minister. Van december 2021 tot januari 2022 was dit Lassina Zerbo, die door president Kaboré werd benoemd.
Parlementsverkiezingen en presidentsverkiezingen worden gescheiden gehouden. Tijdens de parlementsverkiezingen van 2007 kwamen er 50 partijen op over het hele land. Er was een opkomst van 56% van de kiesgerechtigden, en de verkiezing werd door een 4.000-tal nationale en internationale waarnemers gevolgd. De CDP, partij van voormalig president Compaoré, won de verkiezingen met een absolute meerderheid en behaalde 73 van de 111 zetels.

### Politieke partijen
- UNIR/PS: L´Union pour la renaissance/Parti sankariste (tot maart 2009: UNIR/MS L´Union pour la renaissance/Mouvement sankariste)
- Partij voor Democratie en Socialisme: Parti pour la Démocratie et le Socialisme

#### Eerste ministers van Opper-Volta/Burkina Faso sinds 1971
| Nummer | Premier                               | Periode                                                 |
| ------ | ------------------------------------- | ------------------------------------------------------- |
| 1      | Gérard Kango Ouédraogo                | 13 februari 1971 – 8 februari 1974                      |
| 2      | Aboubacar Sangoulé Lamizana           | 8 februari 1974 – 7 juli 1978, tegelijkertijd president |
| 3      | Joseph Conombo                        | 7 juli 1978 – 25 november 1980                          |
| 4      | Saye Zerbo                            | 25 november 1980 – 7 november 1982                      |
| -      | vacant                                | 7 november 1982 – 10 januari 1983                       |
| 5      | Thomas Sankara                        | 10 januari 1983 – 17 mei 1983                           |
| -      | vacant                                | 17 mei 1983 – 16 juni 1992                              |
| 6      | Youssouf Ouédraogo                    | 16 juni 1992 – 22 maart 1994                            |
| 7      | Roch Marc Christian Kaboré            | 22 maart 1994 – 6 februari 1996                         |
| 8      | Kadré Désiré Ouédraogo                | 6 februari 1996 – 7 november 2000                       |
| 9      | Paramanga Ernest Yonli                | 7 november 2000 – 3 juni 2007                           |
| 10     | Tertius Zongo                         | 4 juni 2007 – 18 april 2011                             |
| 11     | Luc-Adolphe Tiao                      | 18 april 2011 – 30 oktober 2014                         |
| -      | vacant                                | 30 oktober 2014 – 21 november 2014                      |
| 12     | Yacouba Isaac Zida                    | 21 november 2014 – 17 september 2015                    |
| -      | vacant                                | 17 september 2015 – 23 september 2015                   |
| 12     | Yacouba Isaac Zida                    | 23 september 2015 – 29 december 2015                    |
| -      | vacant                                | 29 december 2015 – 6 januari 2016                       |
| 13     | Paul Kaba Thieba                      | 6 januari 2016 – 19 januari 2019                        |
| -      | vacant                                | 19 januari 2019 – 24 januari 2019                       |
| 14     | Christophe Joseph Marie Dabiré        | 24 januari 2019 – 8 december 2021                       |
| 15     | Lassina Zerbo                         | 10 december 2021 – 24 januari 2022                      |
| -      | vacant                                | 24 januari 2022 – 3 maart 2022                          |
| 16     | Albert Ouédraogo                      | 3 maart 2022 – 30 september 2022                        |
| -      | vacant                                | 30 september 2022 – 21 oktober 2022                     |
| 17     | Apollinaire Joachim Kyélem de Tambèla | sinds 21 oktober 2022                                   |

## Economie
Burkina Faso is een van de armste landen ter wereld. 80% van de bevolking is afhankelijk van de landbouw die gesubsidieerd wordt door de VN. Droogte, en slechte bodem (vooral in de noordelijke Sahelregio's), infrastructuur, opleiding en gezondheidszorg in het gehele land zijn de voornaamste problemen. Het land is sterk afhankelijk van steun van westerse landen, en van multilaterale instellingen (van vele landen) als de VN. Ondanks deze problemen kan het land echter zichzelf van voldoende voedsel voorzien, mede door de economische impuls die gegeven is door voormalig president Thomas Sankara. Zijn slogan "Consommons Burkinabé" (Consumeer Burkinees) zette de Burkinabezen aan om in eerste instantie producten uit eigen land te kopen, waardoor geld in het land blijft en niet naar buiten wegvloeit.
De campagne van Broederlijk Delen van 2007 focust onder meer op dit land zelf. In de campagnefilm kun je zien dat er op de plaatselijke markt Nederlandse uien en aardappelen verkocht worden. Dat is echter geen steun aan, maar eerder een ontwrichting van de plaatselijke economie. De plaatselijke boeren kunnen hun uien niet meer verkopen door de dumpprijzen van de Nederlandse goederen.
De exportproducten van het land zijn goud, ruwe katoen en noten (kokos-, para- en cashewnoten). Het noorden van Ivoorkust verwelkomt veel gastarbeiders uit het zuiden van Burkina Faso, die daar op bananen- en cacaoplantages werken. Meestal gaan deze gastarbeiders uit vrije wil naar Ivoorkust, maar het komt ook voor dat Burkinese kinderen en jonge mannen door Ivorianen geronseld worden met een goed salaris in het verschiet, maar eenmaal in Ivoorkust worden ze gedwongen om onder op slavernij gelijkende omstandigheden te werken.

## Bezienswaardigheden
- Loropéni

## Sport
Het internationale voetbalelftal van Burkina Faso heet Les Étalons (De Hengsten). De laatste jaren van de Africa Cup werd er heel goed gespeeld door de Hengsten. In 2013 waren ze finalist en in 2017 behaalden ze een derde plaats.
Het elftal speelt zijn wedstrijden in het Stade du 4-Août (4 Augustusstadion). Het wordt niet alleen gebruikt voor voetbalwedstrijden maar ook voor atletiek, hoogspringen en nationale evenementen.

## Foto's

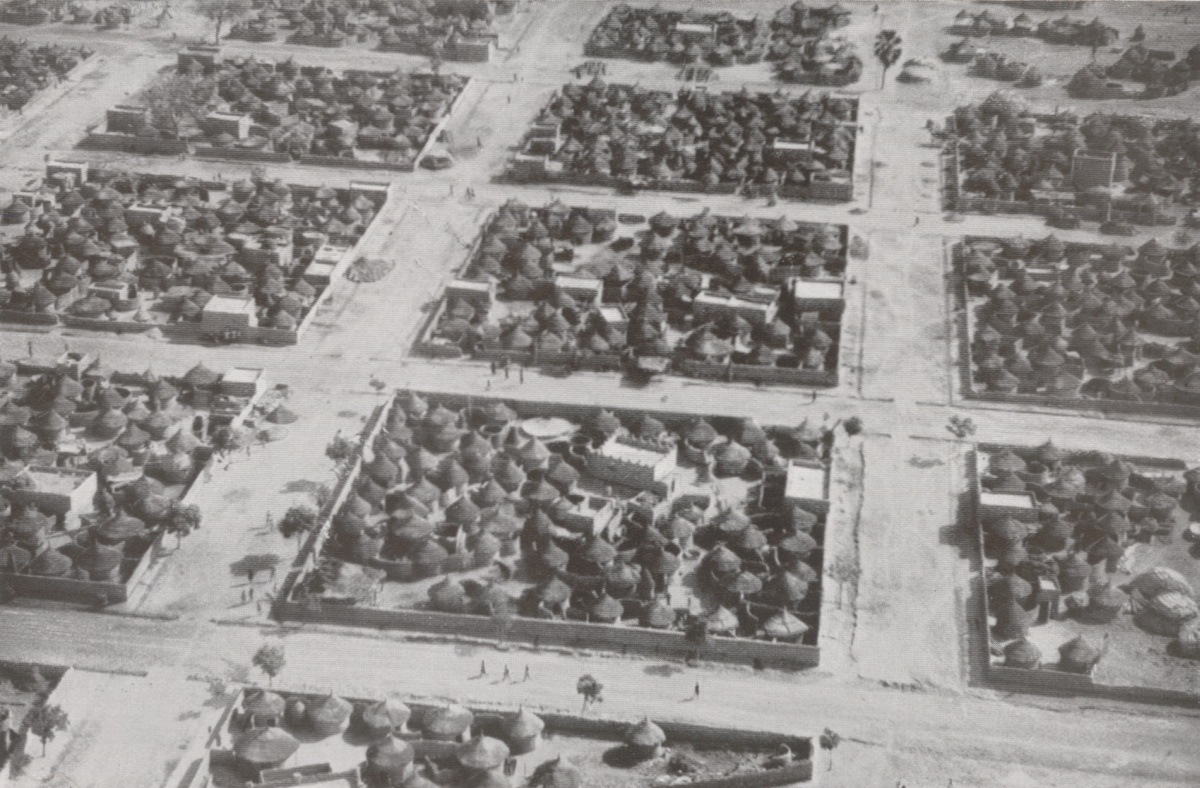
Ouagadougou rond 1930
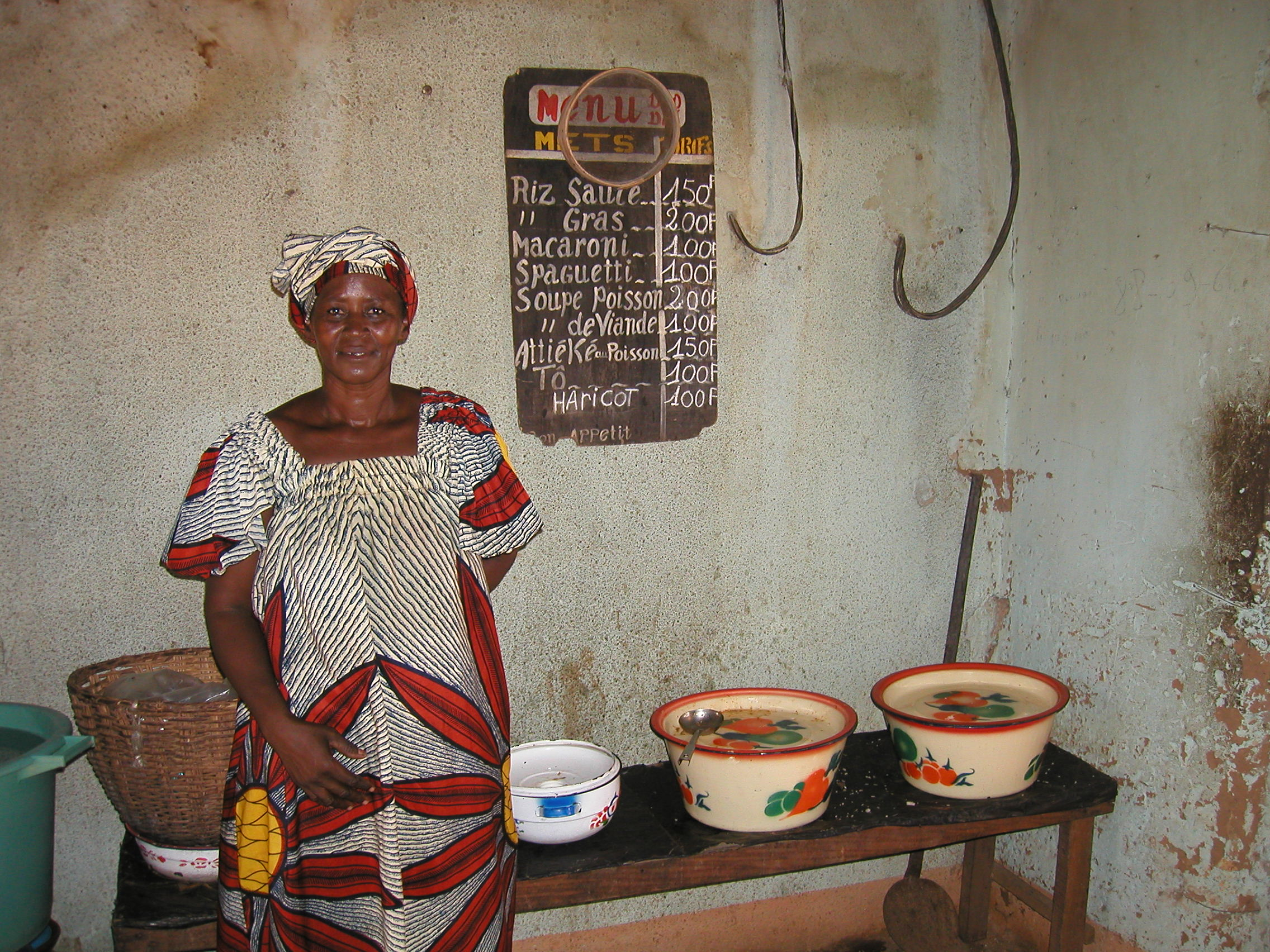
Klein restaurant Berenices
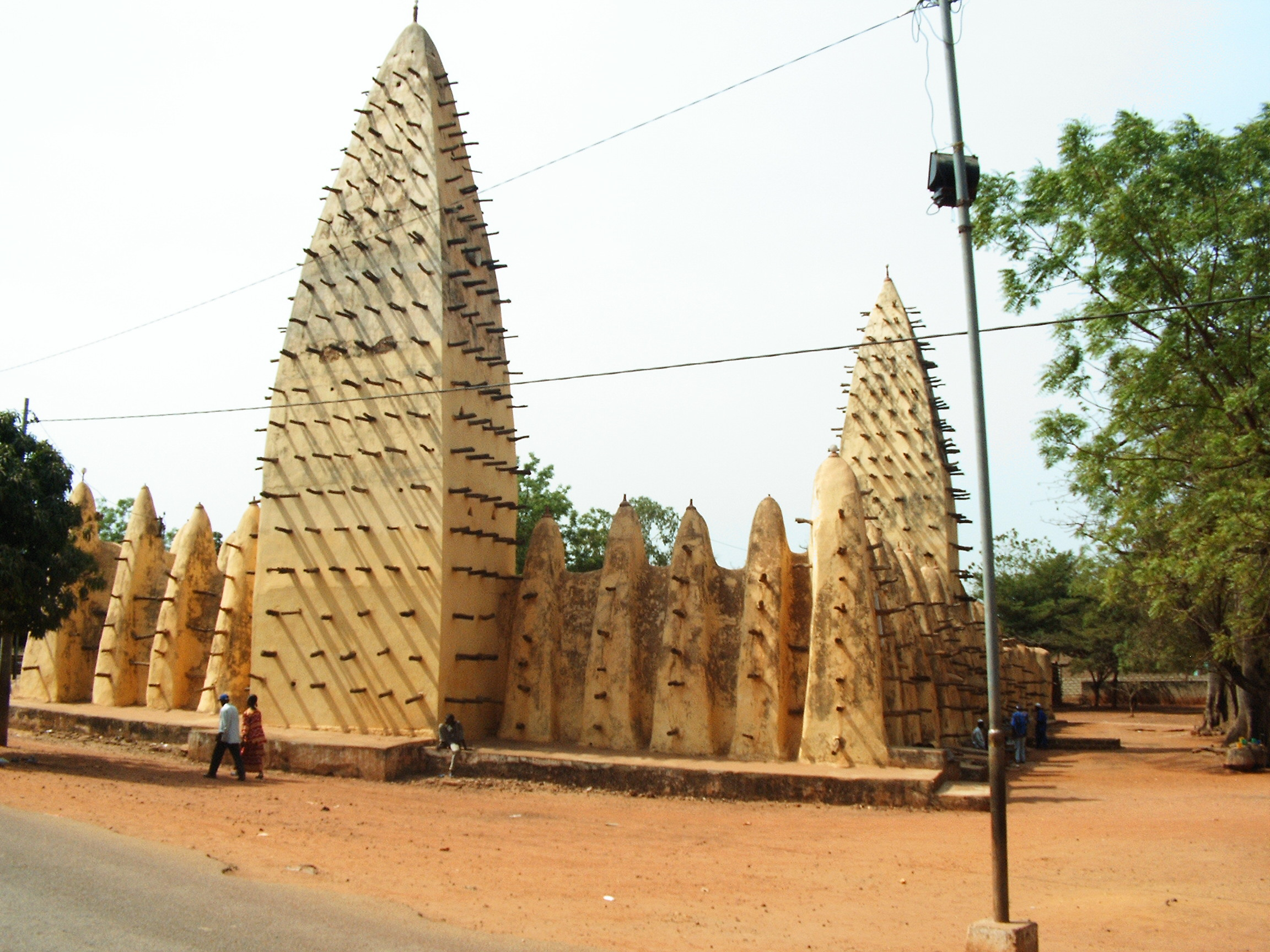
Moskee van Bobo-Dioulasso
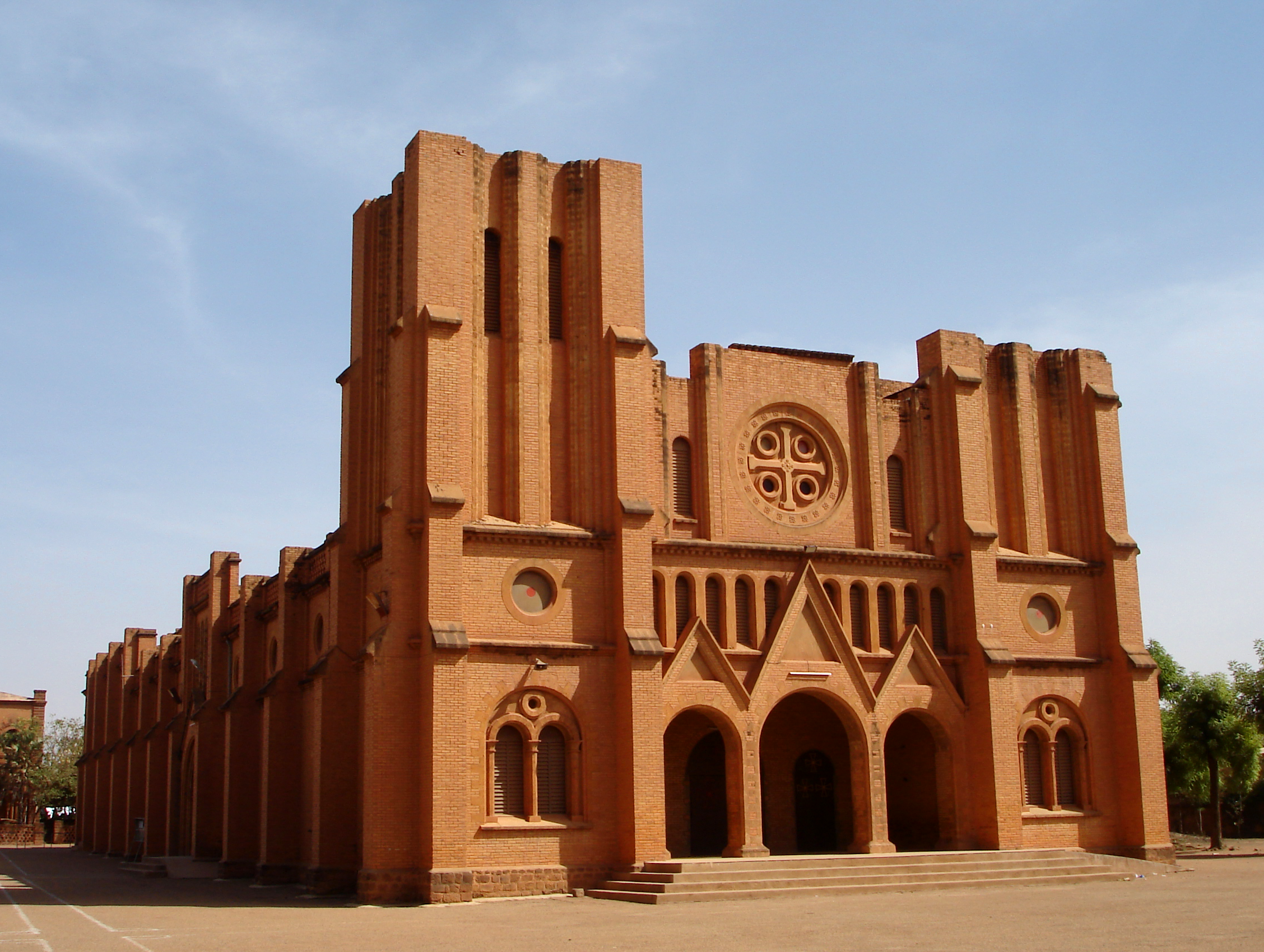
Kathedraal van Ouagadougou
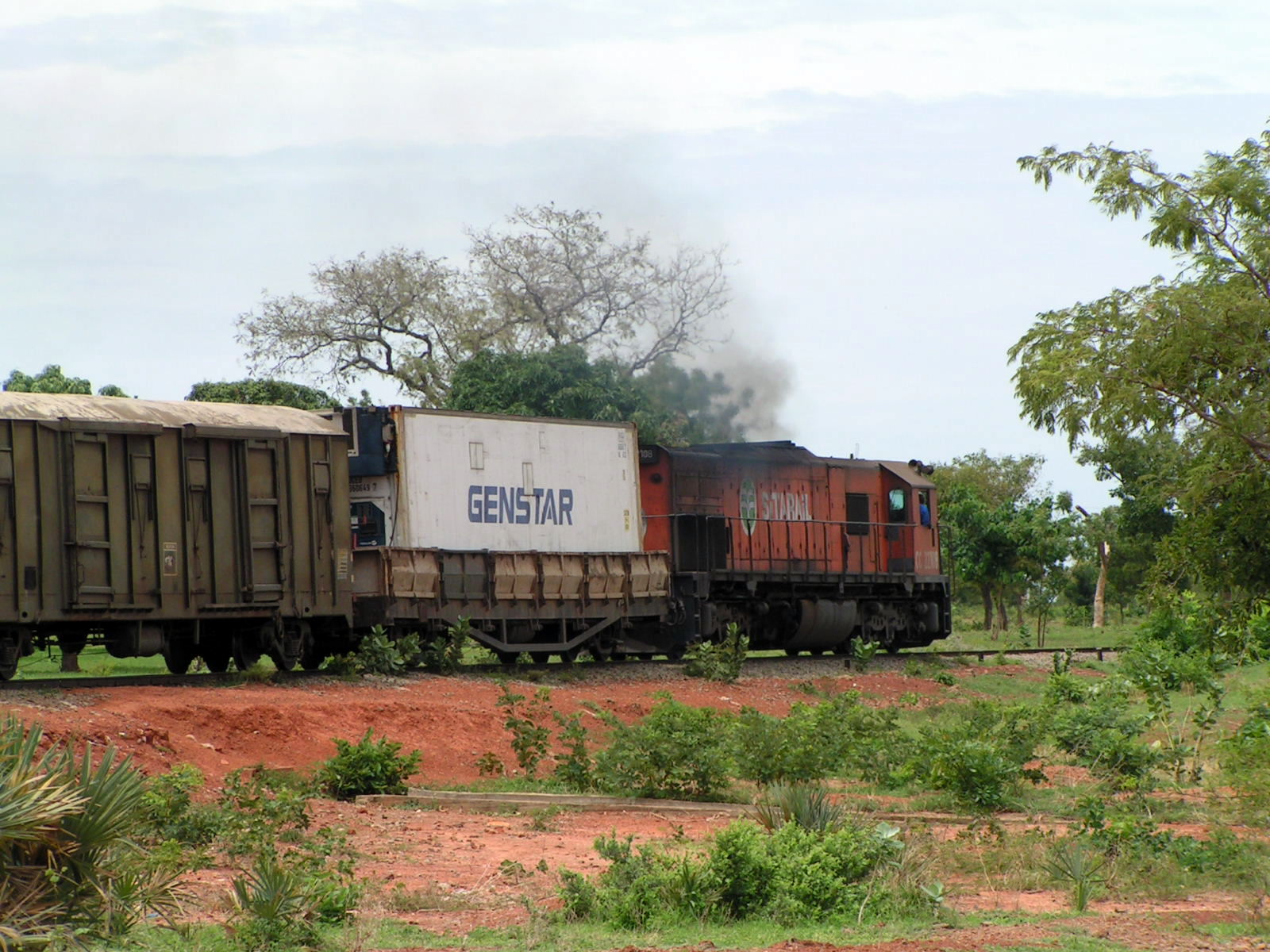
Spoorlijn naar Ivoorkust
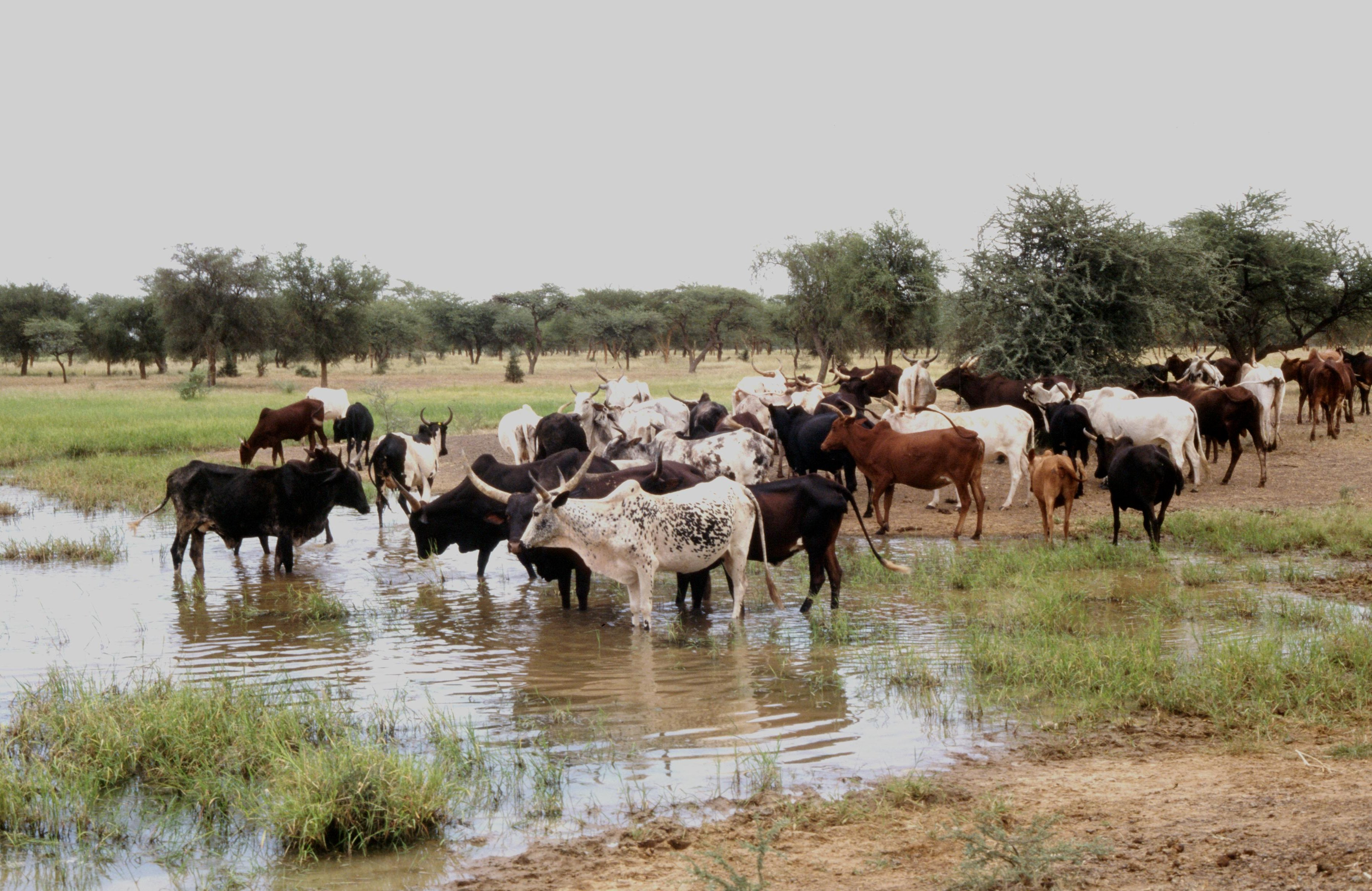
Vee bij een waterpoel in Oudalan
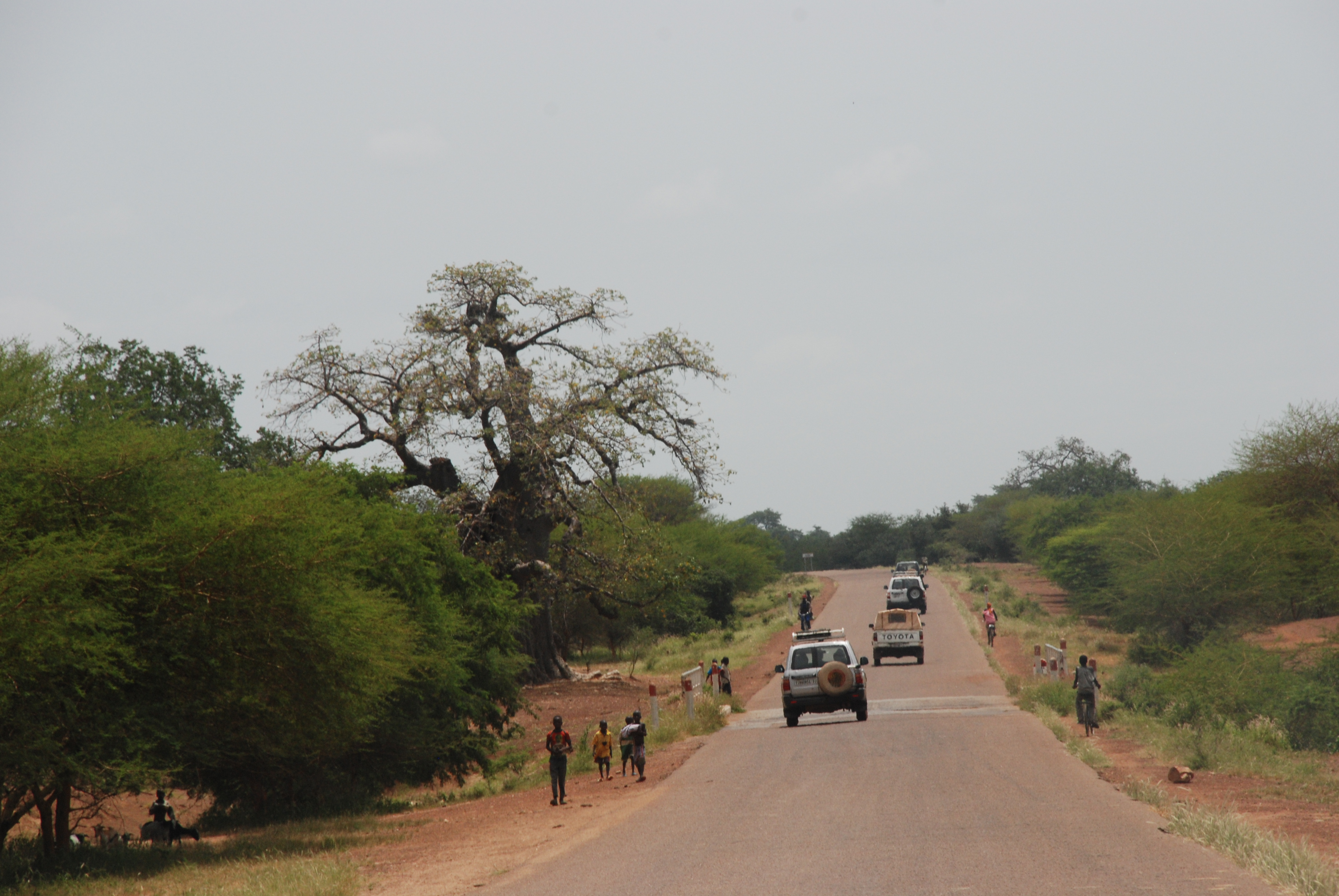
Hoofdweg naar de grens met Benin, Gourma
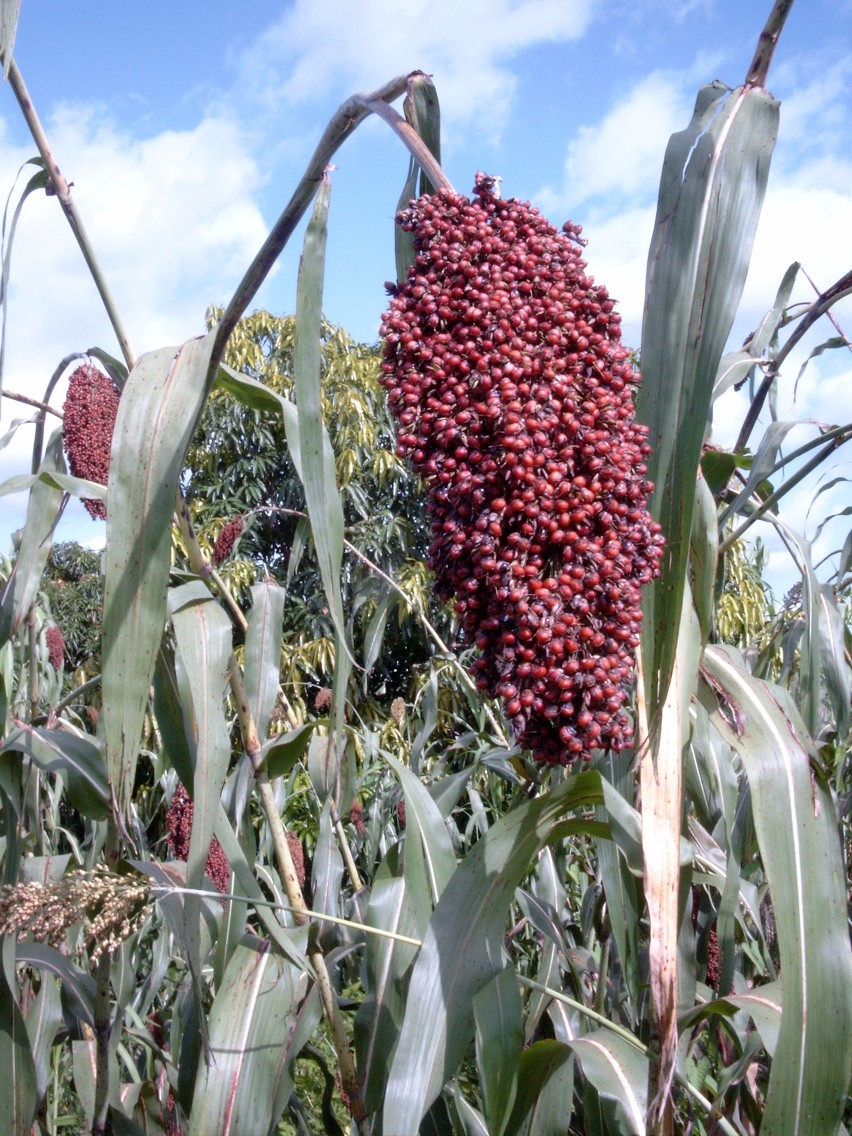
Sorgo (sorghum), een belangrijk voedsel
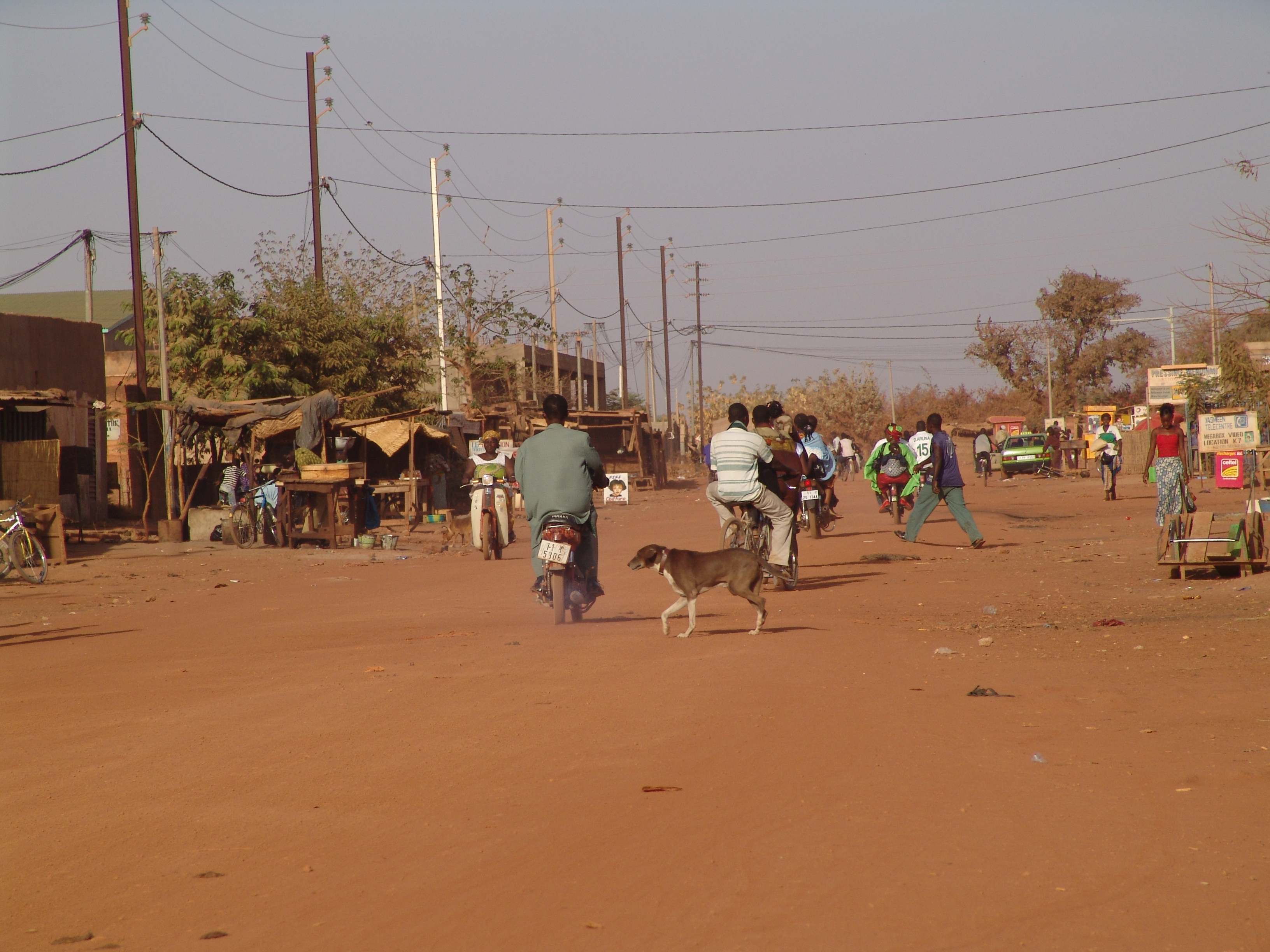
Straatbeeld in een doorsnee woonwijk in Ouagadougou
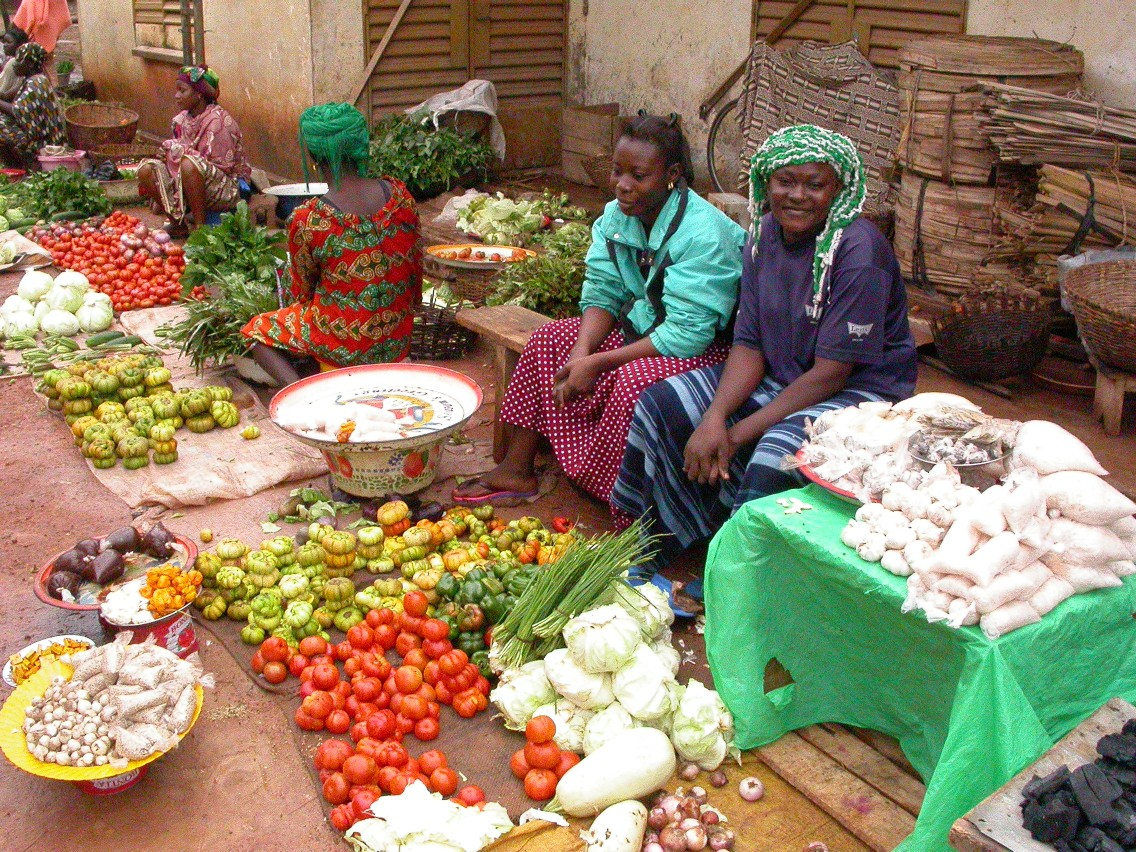
Op de markt in Leo
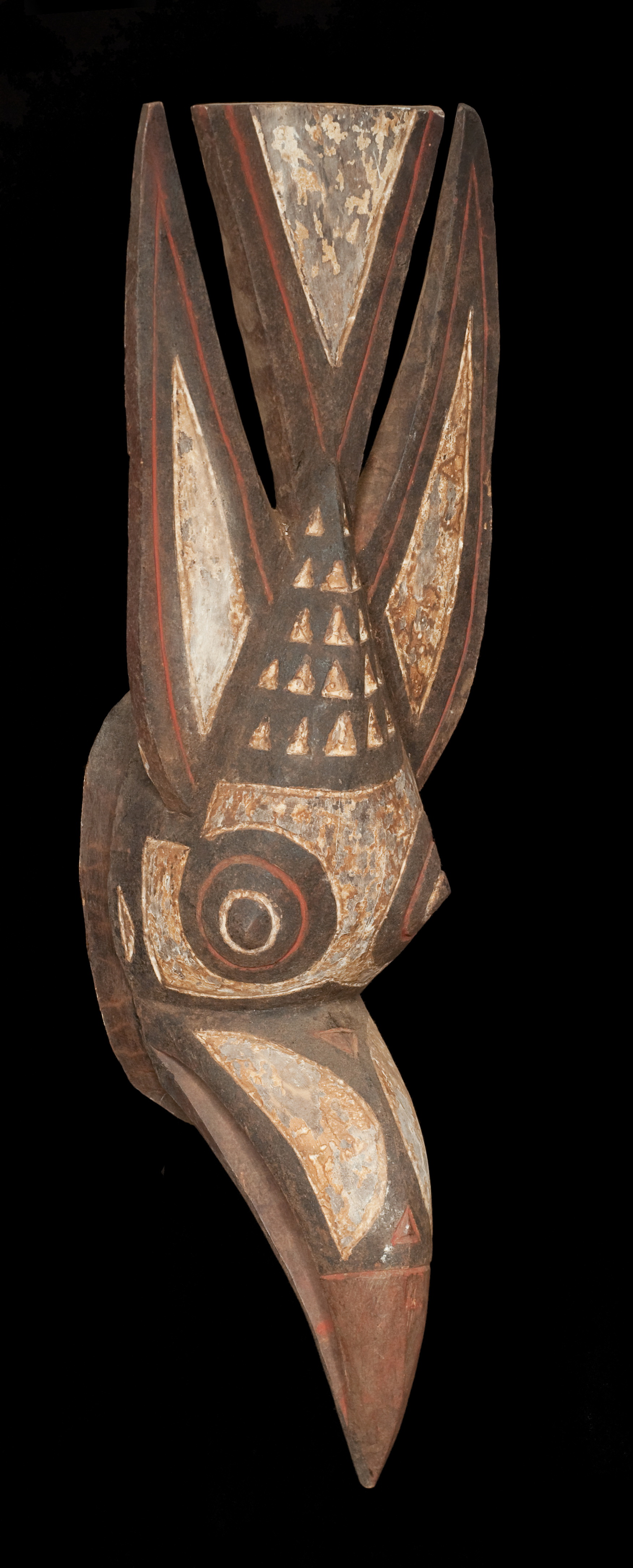
Vogelmasker van de Gourounsi
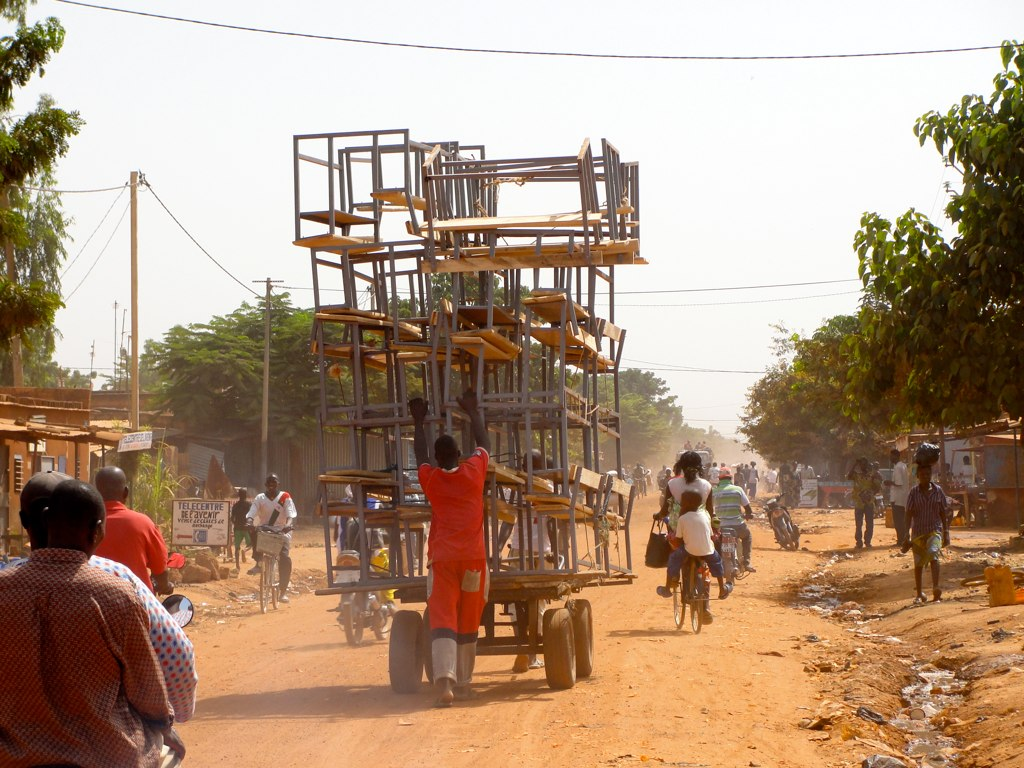
Transport van schoolbanken
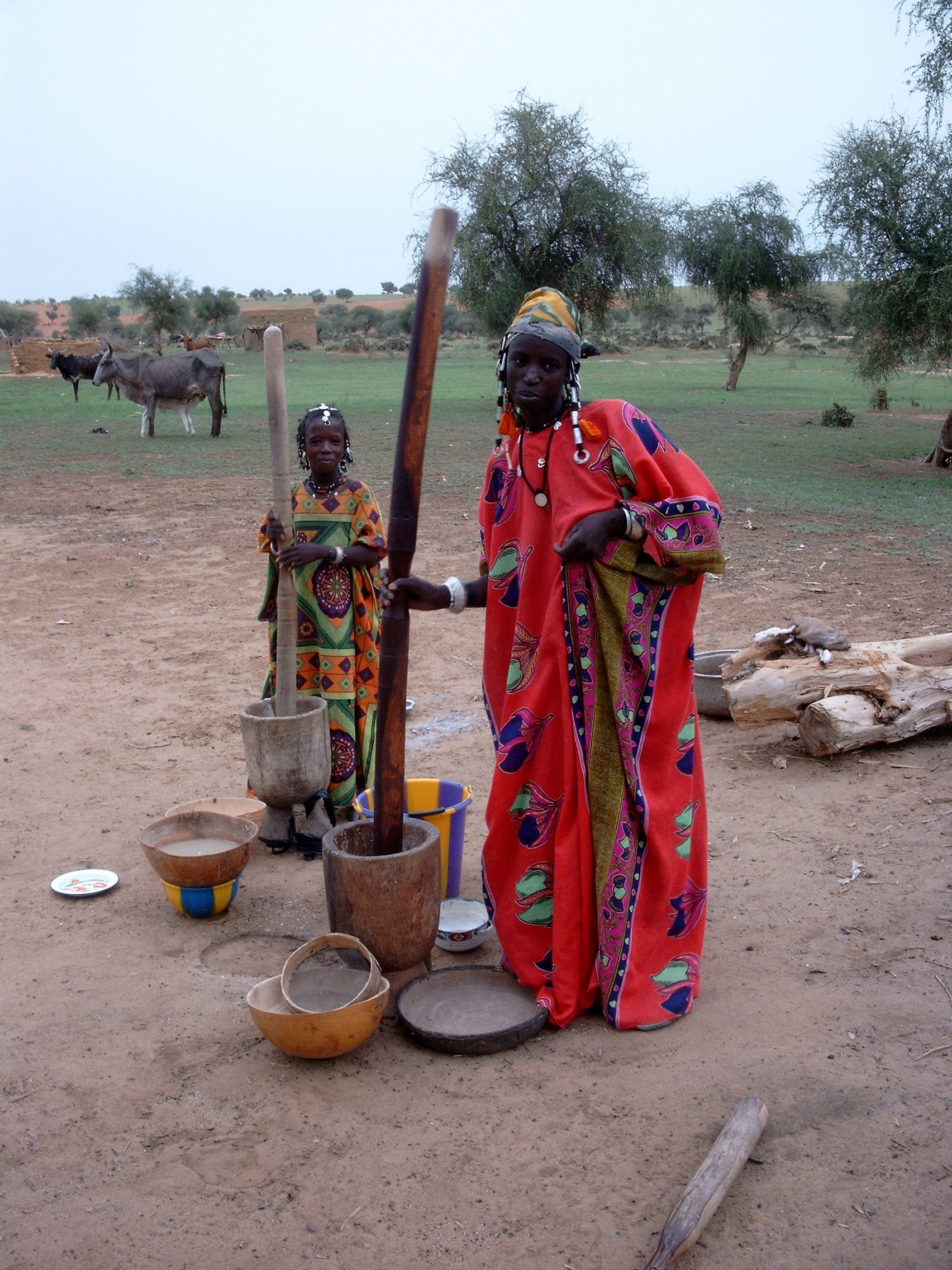
Stampen van gierst bij Oursi
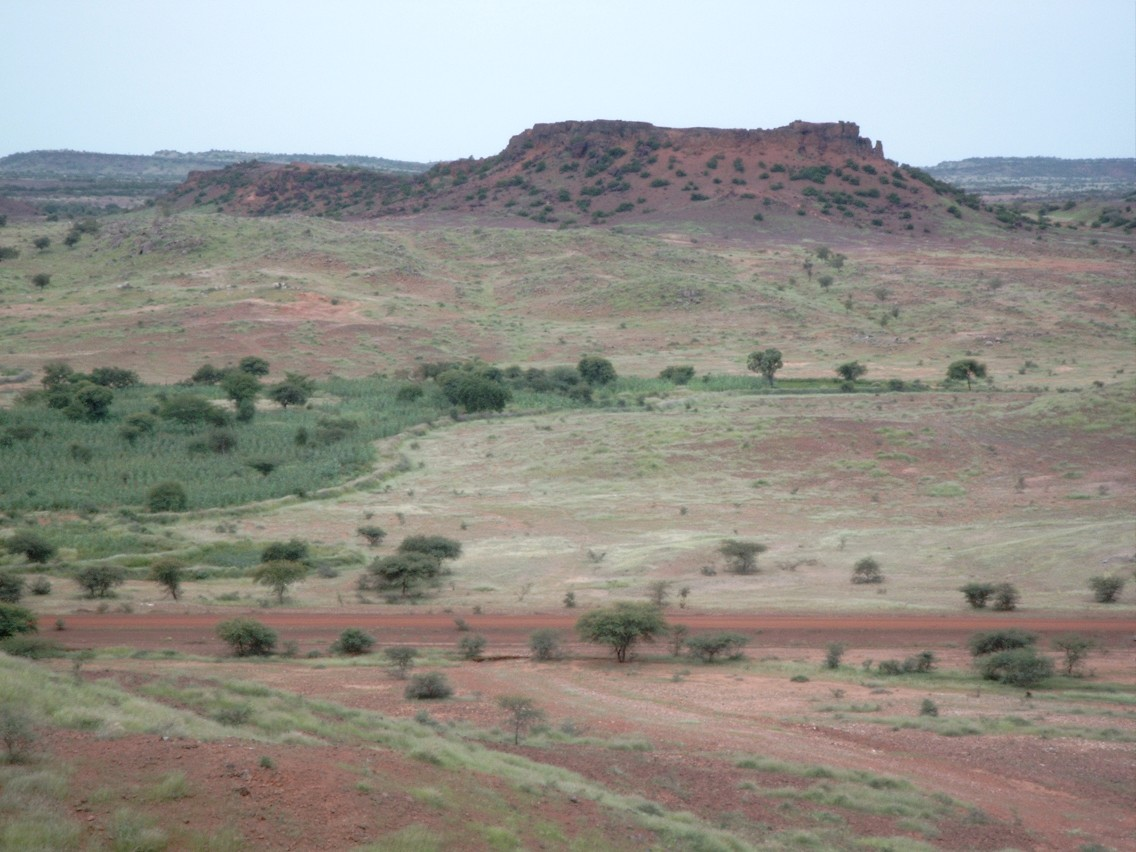
Landschap in Noord-Burkina (bij Dori)